# Russlandversteher
Russlandversteher oder Russland-Versteher ist eine deutsche Wortschöpfung, die sich darauf bezieht, die Handlungsmotivationen Russlands (aus westlicher Perspektive) nachvollziehen zu können. Das Schlagwort „Russlandversteher“ wird als wertende, in der Regel abwertende, Bezeichnung für Personen verwendet, die für Russlands Motive insbesondere in Bezug auf den Ukrainekrieg in der öffentlichen Debatte Verständnis zeigen bzw. die russische Sichtweise argumentativ verteidigen oder entschuldigen. Damit geht auch implizit der Vorwurf einher, berechtigte Staatsinteressen etwa der Ukraine aus Naivität zu ignorieren und somit ein autoritäres Regime indirekt zu unterstützen. Eng verwandt ist das Schlagwort mit dem Begriff Putinversteher, der mittlerweile als Lehnwort in die englische Sprache eingegangen ist. Zentrales Unterscheidungskriterium ist allerdings in Abgrenzung zur auf die russische Führung beschränkten Begrifflichkeit „Putinversteher“ eine Bedeutungserweiterung in Bezug auf die Bevölkerung, die Denkweisen, die Bedürfnisse und die Kultur Russlands.

## Typische Ansichten eines „Russlandverstehers“ laut Hannes Adomeit
Im Jahr 2019 führte Hannes Adomeit in einem Beitrag für die Bundesakademie für Sicherheitspolitik Ansichten an, die für einen „Russlandversteher“ typisch seien:
- Wladimir Putin werde von seinen Gegnern „dämonisiert“. Diese seien russophob.
- Der Westen habe die von den Präsidenten Boris Jelzin und später Putin ausgestreckte Hand für engere Zusammenarbeit nicht nur schnöde zurückgewiesen, sondern Anstrengungen unternommen, das Land „zu klein“ zu halten und es zu isolieren.
- Mit Russland werde nicht „auf Augenhöhe“ geredet.
- Die NATO-Osterweiterung stelle einen „Wortbruch“ des Westens dar.
- Russland werde „militärisch eingekreist“.
- Die westliche Politik habe die Gefahr heraufbeschworen, dass der „neu ausgebrochene Ost-West-Konflikt“ außer Kontrolle gerate und dadurch ein „dritter und letzter Weltkrieg“ stattfinden werde.
- Der Westen müsse zur Ost- und Entspannungspolitik der 1970er Jahre zurückkehren.
- Er müsse seinen „Werteimperialismus“ aufgeben.
- Er müsse „die Ukraine zur Mäßigung mahnen“.

Für Adomeit sollen diese Ansichten die Grundlage für eine Appeasement-Politik westlicher Regierungen nach dem Vorbild der Münchner Konferenz im Jahr 1938 bilden. Bereits damals sei der Versuch gescheitert, einen zum Krieg bereiten Aggressor, das nationalsozialistische Deutschland, durch beschwichtigendes Entgegenkommen von seinen Kriegsplänen abzubringen.

## Wortherkunft und Verwendung
Die Begrifflichkeit tauchte im medialen Diskurs bereits im Kaukasuskrieg 2008 auf und verwies vor allem auf eine breite Ernüchterung in den westlichen Staaten, da sich russlandfreundliche Vorstellungen infolge des Angriffskrieges auf Georgien als Illusionen entpuppt hätten. „Russlandversteher“ werden in diesem Zusammenhang Menschen genannt, die das Denken und Handeln von Russen, insbesondere der russischen Regierung, nicht nur zu verstehen glauben, sondern auch Verständnis zeigen. In diesem Sinne ist das Wort abwertend gemeint. Es ist nicht synonym mit dem positiv konnotierten Wort „Russlandexperte“. 
In der  österreichischen Tageszeitung Die Presse wurde 2008 die Denkungsart der „Russlandversteher“ folgendermaßen skizziert:

„Der Westen habe die russische Schwäche in den 90er-Jahren ausgenutzt, die Grenzen der Nato ostwärts verlagert, die USA hätten Stützpunkte in Zentralasien aufgebaut, gemeinsam mit Israel Georgien aufgerüstet und würden nun mit dem geplanten Raketenschild in Polen und Tschechien Russland direkt bedrohen.“

Verwendet wurde der Begriff abermals in Bezug auf die Annexion der Krim 2014.
So nannte sich Gerhard Schröder infolgedessen im Herbst 2014 selbst einen „Russlandversteher“, indem er in seiner Rede auf dem Russlandtag der Wirtschaft in Mecklenburg-Vorpommern betonte: „Ich stehe dazu, dass ich Russland, seine Menschen und seine politische Führung verstehen will“. Ferner betonte der Altkanzler, er schäme sich hierfür auch nicht: „Im Gegenteil“, er sei „stolz darauf.“ Auf die Frage: „Fürchten Sie, dass Russland in die Ukraine einmarschiert?“ antwortete Schröder in einem Interview des Stern, das am 2. Dezember 2021 veröffentlicht wurde: „Was? Wer hätte ein Interesse daran? Dass Russland territoriale Veränderungen will, kann ich mir nicht vorstellen.“
Typische Argumente von „Russlandverstehern“ können nicht zuletzt vor dem Hintergrund des  Überfalls Russlands auf die Ukraine 2022 darin bestehen, auf historische Kontinuitäten in der russischen Geschichte zu verweisen. So führte etwa Klaus von Dohnanyi im Gespräch mit Markus Lanz ins Feld, „dass der Beitritt der östlichen Nato-Partner ein Stachel im russischen Selbstverständnis war“ und übte Kritik am Handeln des westlichen Verteidigungsbündnisses:

„Und das war der große Fehler der Nato. Man hätte die Befindlichkeiten Russlands schon bei Boris Jelzin sehen müssen.“

Der Journalist Reinhard Meier konstatierte, dass sich viele „Putinversteher“ mittlerweile nach außen lieber als „Russlandversteher“ geben, womit er diese Begrifflichkeiten zumindest hinsichtlich ihrer Grundbedeutung klar voneinander unterschied:

„Angesichts des blutigen Kriegsgeschehens in der Ukraine, des millionenfachen Flüchtlingsstroms und der kaum mehr zu übersehenden Fehlkalkulationen des «überlegenen Strategen» im Kreml wollen nun aber auch die anbiedernden Putin-Versteher respektive Putin-Claqueure nicht mehr als solche wahrgenommen werden. Deshalb sind ihre Elogen, Rechtfertigungen und Beschönigungen für den Kriegsherrn in Moskau verstummt. Man erklärt sich jetzt unverfänglicher als «Russland-Versteher». Das heisst man bekundet sein Interesse für die russische Geschichte, das Entsetzen für Stalins Verbrechen, die Begeisterung für russisches Eishockey und betont, dass das christlich geprägte Russland doch Teil der europäisch-abendländischen Kultur sei und die Amerikaner in der Ukraine eben doch zu wenig Rücksicht auf russische Empfindlichkeiten genommen hätten.“

## Einzelbelege
1. ↑  Für immer Russlandversteher: Viele Deutsche nehmen Ukraine nicht ernst berliner-zeitung.de vom 9. April 2022.
2. ↑  Schwieriger Balanceakt internationalepolitik.de, 19. Mai 2015
3. ↑  Putinversteher bekommt englischen Wikipediaeintrag faz.net, 4. April 2022.
4. ↑   Schröder bezeichnet sich selbst als Russlandversteher Zeit Online, 1. Oktober 2014.
5. ↑  Hannes Adomeit: „Russland verstehen“: Kreml-Apologien als Basis für Appeasement-Politik. In: Arbeitspapier Sicherheitspolitik 17/2019. Bundesakademie für Sicherheitspolitik, abgerufen am 2. Mai 2022.
6. ↑  Die Illusionen der Russland-Versteher diepresse.com, 7. September 2008.
7. ↑  Deutsche Ukraine-Diskussionen: Eine Debatte zum Gruseln Zeit Online, 14. April 2014.
8. ↑   Schröder bezeichnet sich selbst als Russlandversteher Zeit Online, 1. Oktober 2014.
9. ↑  Interview mit Gerhard Schröder. In: Der Stern. Ausgabe 49/2021. 2. Dezember 2021. S. 42.
10. ↑  Kontroversen Ukraine-Krieg bei Markus Lanz – Empörung über Putin-Versteher im ZDF diepresse.com, 27. März 2022.
11. 1 2  Reinhard Meier: «Putin-Versteher» sind nicht das Gleiche wie Russland-Versteher Journal21, 4. April 2022.